# 是政橋
是政橋（これまさばし）は、多摩川に架かる橋である。
東京都府中市と東京都稲城市の神奈川県道・東京都道9号川崎府中線（府中街道）が通っている。かつては「是政渡し」があった。

## 概要
昭和16年に木造橋、鉄筋コンクリート橋は1957年（昭和32年）に竣工・完成したが、慢性的な交通渋滞、交通量増加や橋の老朽化のために1997年（平成9年）9月22日から1998年（平成10年）5月1日に第1期工事のうち上部仕上げ工事が竣工・完成して掛け替えられ、引き続き、2007年6月より第2期工事が行われ2011年（平成23年）3月に竣工・完成した。これにより車道は上下線が合わせて4車線となった。車道と歩道がある。
【構造諸元】
- 形式：3径間連続合成桁斜張橋（全長401m）
- 合成桁：鋼・コンクリート合成床版（SCデッキ）
- 架設工法：トラッククレーン・ベント工法

国内では実績が少ない橋梁形式である。